# Bocamaos
Bocamaos (llamada oficialmente San Xillao de Bocamaos) es una parroquia y una aldea española del municipio de Lugo, en la provincia de Lugo, Galicia.

## Otras denominaciones
La parroquia también es conocida por el nombre de San Xulián de Bocamaos.

## Organización territorial
La parroquia está formada por cuatro entidades de población:

### Entidades de población
Entidades de población que forman parte de la parroquia:
- Bocamaos
- Vilar (O Vilar de Bocamaos)
- Vilardón

### Despoblado
Despoblado que forma parte de la parroquia:
- Sanxillao (San Xillao)

## Demografía

### Parroquia
| Gráfica de evolución demográfica de Bocamaos (parroquia) entre 2000 y 2020 |
|                                                                            |
| Datos según el nomenclátor publicado por el INE.                           |

### Aldea
| Gráfica de evolución demográfica de Bocamaos (aldea) entre 2000 y 2020 |
|                                                                        |
| Datos según el nomenclátor publicado por el INE.                       |